# Nokcshon állomás
Nokcshon (Nokcheon) állomás föld feletti metróállomás a szöuli metró 1-es vonalán. Egyúttal a hagyományos Kjongvon (Gyeongwon) vasútvonal állomása is.

## Viszonylatok
| 1-es vonal                                        | 1-es vonal                   | 1-es vonal                                                       |
| ------------------------------------------------- | ---------------------------- | ---------------------------------------------------------------- |
| Cshang-tong (Chang-dong) Szojoszan (Soyosan) felé | Kjongvon (Gyeongwon) szakasz | Volgje (Wolgye) Incshon (Incheon) vagy Sincshang (Sinchang) felé |
| Korail                                            |                              |                                                                  |
| Volgje (Wolgye) Jongszan (Yongsan) felé           | Kjongvon (Gyeongwon) vonal   | Cshang-tong (Chang-dong) Pengmagodzsi (Baengmagoji) felé         |